# ペラキンレダクターゼ
ペラキンレダクターゼ(Perakine reductase, EC 1.1.1.317)は、系統名をラウカフリノリン:NADP+オキシドレダクターゼ(raucaffrinoline:NADP+ oxidoreductase)という酵素である。この酵素は、以下の化学反応を触媒する。
ラウカフリノリン + NADP+ {\displaystyle \rightleftharpoons } ペラキン + NADPH + H+
ペラキンからのラウカフリノリンの生合成は、アジュマリン生合成経路の副経路である。